# Ел Ваје де Аројо Секо (Њу Мексико)
Ел Ваје де Аројо Секо (енгл. El Valle de Arroyo Seco) насељено је место без административног статуса у америчкој савезној држави Њу Мексико.

## Демографија
По попису из 2010. године број становника је 1.440, што је 291 (25,3%) становника више него 2000. године.
| Група             | 2000.       | 2010.         |
| Белци             | 304 (26,5%) | 265 (18,4%)   |
| Афроамериканци    | 7 (0,6%)    | 5 (0,3%)      |
| Азијати           | 4 (0,3%)    | 10 (0,7%)     |
| Хиспаноамериканци | 804 (70,0%) | 1.133 (78,7%) |
| Укупно            | 1.149       | 1.440         |